# Talbrücke Langerfeld

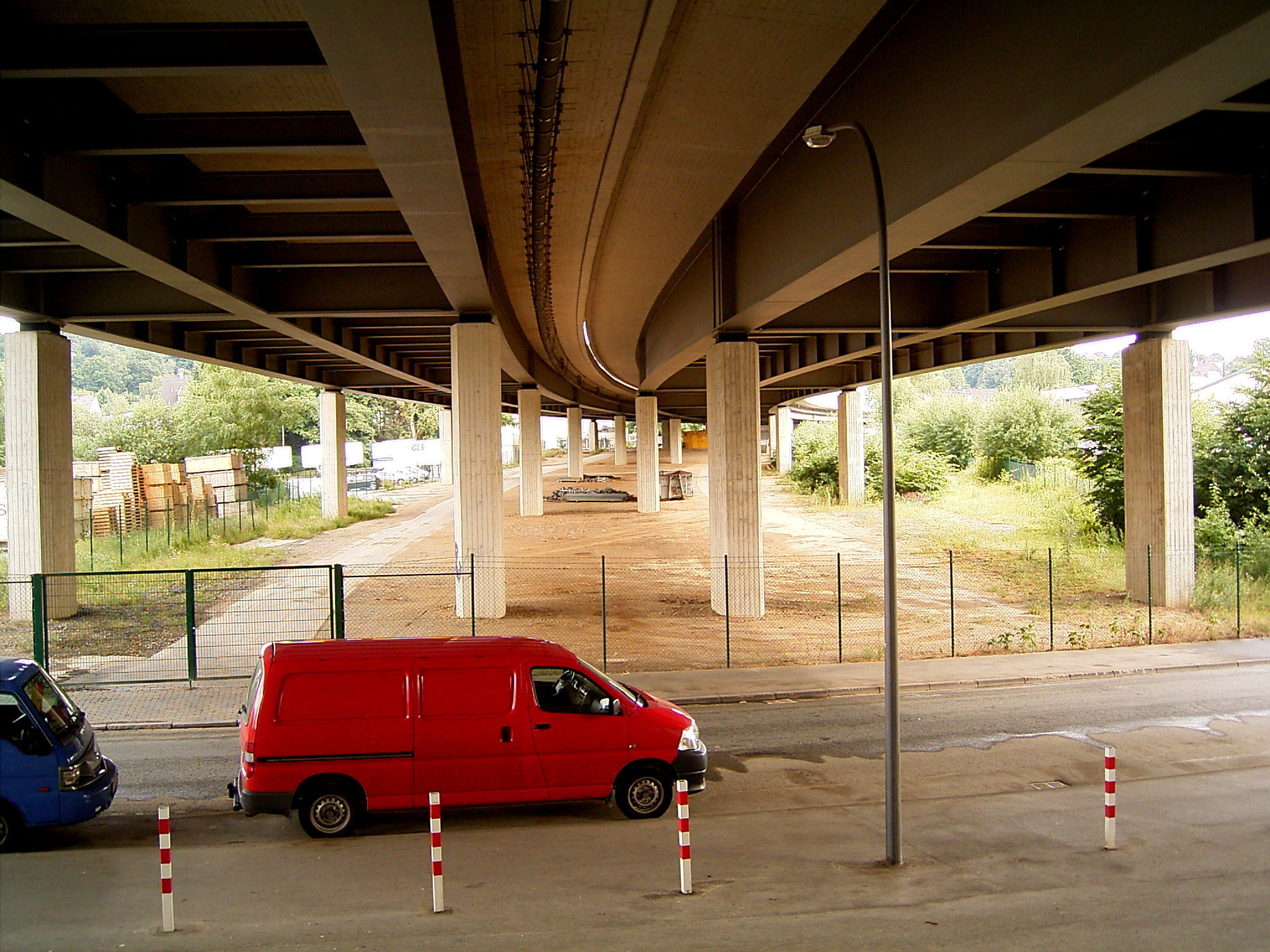
Straße In der Fleute unter der Brücke

Die Talbrücke Langerfeld (selten Langerfelder Talbrücke) ist eine 330 m lange und 44 m (2 × 18,5 m) breite Autobahnbrücke der  Bundesautobahn 1 (A 1) zwischen den Anschlussstellen Wuppertal-Langerfeld und Wuppertal-Ronsdorf. Sie liegt im Wuppertaler Stadtteil Langerfeld des Stadtbezirks Langerfeld-Beyenburg. Überbrückt werden je endständig die Straßen In der Fleute und Schwelmer Straße. Das unter der Brücke liegende etwa 300 m lange Gelände zwischen diesen Straßen ist durch einen Drahtzaun abgesperrt und ungenutzt.
Im Jahr 2000 wurde von dem Landesbetrieb Straßenbau NRW ein Auftrag für die Erneuerung der aus den 1960er Jahren stammenden Balkenbrücke ausgeschrieben. Erste Planungen dazu begannen 1996. Die Planung sah zwei gleichartige Konstruktionen vor, die je drei Fahrstreifen und einen Standstreifen aufnehmen sollten. Der achtfeldrige Brückenneubau im Stahlverbund ist Teil des sechsstreifigen Ausbaus der A 1 bis Dezember 2008 und ersetzt die alte Stahlbetonkonstruktion (Spannbeton). Teil des Bauwerks sind zwei bis sechs Meter hohen Stützwände.
Bei dem von 2001 bis 2004 dauernden Bau wurde mittels einer Behelfsbrücke zunächst die alte östliche Brücke entlastet, um sie anschließend abbrechen und neu errichten zu können. Nachdem der Verkehr nach der Fertigstellung auf die neue östliche Brücke geleitet wurde, konnte die westliche Brücke abgebrochen werden. Anschließend wurde diese auch neu erbaut. Der Großteil des Baus, dem eine Investition von 25 Millionen Euro zu Grunde lag, wurde von der Firma Echterhoff erstellt.
Die Brückenunterbauten sind auf Pfählen mit einem Durchmesser von 1,8 Meter gegründet. Ursprünglich war geplant, sie nur zwölf Meter tief in die Erde zu treiben. Aufgrund der geologischen Gegebenheiten und der mangelnden Tragfähigkeit des Baugrunds waren tatsächlich Pfeilerlängen bis zu 35 Meter notwendig. Es wurden rund 2.400 t Stahl und 17.000 m³ Beton verbaut.